# Bartoloměj Minsterberský
Bartoloměj Minsterberský (1478 – 3. dubna 1515) byl nominální kníže opavský a diplomat z rodu pánů z Poděbrad.

## Život
Byl synem opavského a minsterberského knížete Viktorína. Byl diplomatem, mimo jiné se podílel na vypracování vídeňské habsbursko-jagellonské dědické smlouvy z roku 1515. Na zpáteční cestě po Dunaji, když loď najela na skaliska u Hainburku, Bartoloměj utonul. Jako poradce krále Vladislava II. byl následován jeho bratrancem Karlem I. Minsterberským. Smrtí Bartoloměje roku 1515 vymřela Viktorínova větev rodu.